# Sude Bulut
Sude Bulut (28 de junio de 1997) es una deportista turca que compite en taekwondo. Ganó una medalla de bronce en el Campeonato Europeo de Taekwondo de 2018 en la categoría de +73 kg.

## Palmarés internacional
| Campeonato Europeo | Campeonato Europeo | Campeonato Europeo | Campeonato Europeo |
| Año                | Lugar              | Medalla            | Categoría          |
| ------------------ | ------------------ | ------------------ | ------------------ |
| 2018               | Kazán (Rusia)      | Medalla de bronce  | +73 kg             |